# Agrypon newcombi
Agrypon newcombi är en stekelart som beskrevs av Dasch 1984. Agrypon newcombi ingår i släktet Agrypon och familjen brokparasitsteklar. Inga underarter finns listade i Catalogue of Life.